# 72-га окрема мотострілецька бригада (РФ)
72-га окрема мотострілецька бригада (72 ОМСБр, в/ч 13637) — військове з'єднання Збройних сил Російської Федерації (мотострілецька бригада), сформована у 2022 році для участі у збройній агресії проти України. У травні 2023 року у боях за Бахмут зазнала значних втрат. Відома своїм конфліктом із ПВК «Вагнер».

## Історія
72-га мотострілецька бригада була сформована навесні 2022 року в Оренбурзькій області у складі 3-го армійського корпусу і у серпні того ж року була перекинута на територію України. У вересні 2022 року в ході українського наступу на Харківщині бригада зазнала поразки й значних втрат, після чого її рештки були перекинуті на Херсонщину. Після відступу російських військ з Херсону 72-га бригада була відновлена за рахунок мобілізованих і перекинута в район Бахмуту, де разом із загонами ПВК Вагнера вела бойові дії проти українських військ.
9 травня 2023 року власник ПВК Вагнера Євген Пригожин повідомив про те що 72-га мотострілецька бригада втекла зі своїх позицій на південь від Бахмуту. Слова Пригожина підтвердило українське командування. 10 травня 2023 року командування 3-ї штурмової бригади Збройних сил України повідомило про те, що розбили частину підрозділів 72-ї мотострілецької бригади й фактично повністю знищили її 6-ту і 8-му роти. Надалі 3-тя штурмова бригада фактично знищила один з батальйонів 72-ї бригади.
4 червня 2023 року ПВК Вагнера оприлюднила відео допиту командира 72-ї мотострілецької бригади підполковника Романа Веневітіна, якого вагнерівці взяли у полон під час збройної сутички між ними та підрозділом 72-ї бригади. Веневітін на камеру зізнався в тому, що наказав своїм підлеглим стріляти по вагнерівцях. Незабаром він був звільнений, а 8 червня з'явилося відео, на якому він розповів про те, що вагнерівці його катували. Також Веневітін звинуватив вагнерівців у крадіжці військової техніки та у знущанні з військових 72-ї бригади.
13 липня 2023 року українські хакери команди «Кібер Спротив» зламали поштову скриньку одного з офіцерів російської армії та виклали у відкритий доступ списки особового складу та документи 72 ОМСБр ЗС Росії.
15 вересня 2023 року 3 ОШБр заявила, що під час звільнення Андріївки Донецької області оточила російський гарнізон, знищила начальника бригадної розвідки, трьох комбатів та майже всю піхоту 72-ї бригади разом з офіцерами.

## Командування
- Підполковник Веневітін Роман Геннадійович (до 8 червня 2023 року)

## Втрати
Відомі втрати бригади: